# La valle del diavolo
Pour plus de détails, voir Fiche technique et Distribution.
La valle del diavolo est un film italien réalisé par Mario Mattoli, sorti en 1943.

## Fiche technique
- Titre : La valle del diavolo
- Réalisation : Mario Mattoli
- Scénario : Mario Mattoli, Leo Catozzo et Lorenzo Pegoraro (it)
- Photographie : Renato Del Frate
- Montage : Leo Catozzo
- Musique : Salvatore Allegra (it)
- Pays d'origine : Royaume d'Italie (1861-1946)
- Format : Noir et blanc - 1,37:1 - Mono
- Genre : drame
- Durée : 83 minutes
- Date de sortie : 1943

## Distribution
- Marina Berti : Greta Hansel
- Carlo Ninchi : Docteur capitaine Hansel
- Andrea Checchi : Docteur lieutenant Peter Grundel
- Osvaldo Valenti : la baron Rider
- Ada Dondini : Zia Frida
- Nino Pavese (it) : Stefano
- Gildo Bocci : le postillon
- Tino Scotti : Olaf
- Carlo Duse
- Bruno Smith (it)